# دون شولتز
دون شولتز (بالإنجليزية: Don Schultz)‏ هو لاعب شطرنج أمريكي، ولد في 13 مايو 1936.

## وصلات خارجية
- دون شولتز على موقع 365Chess.com (الإنجليزية)